# Ignosticisme
 Der er for få eller ingen kildehenvisninger i denne artikel, hvilket er et problem. Du kan hjælpe ved at angive troværdige kilder til de påstande, som fremføres i artiklen.

Ignosticisme er en teologisk holdning om, at enhver anden teologiske holdning (herunder agnosticisme) påtager sig for meget om begrebet Gud og mange andre teologiske begreber. Ordet "Ignosticisme" blev forfattet af rabbiner Sherwin Wine. Det kan defineres som omfattende to beslægtede synspunkter om eksistensen af Gud: Det første synspunkt er, at en sammenhængende definition af Gud skal præsenteres før spørgsmålet om eksistensen af Gud kan diskuteres meningsfyldt. Desuden, hvis denne definition ikke kan falsificeres, tager ignostikeren den teologiske non-cognitivistiske holdning, at spørgsmålet om Guds eksistens (pr. denne definition) er meningsløs. Det andet synspunkt er synonymt med teologisk non-cognitivisme, og springer trinnet med spørgsmålet "Hvad menes der med Gud?" over, og proklamerer det oprindelige spørgsmål "Eksisterer Gud?" som meningsløst. 
Til spørgsmålet om Gud eksisterer vil en ateist svare: "Jeg tror ikke på Gud", en agnostiker ville svare: "Jeg ved ikke, om Gud eksisterer" og en ignostiker: "Jeg ved ikke, hvad du mener, når du taler om Gud". For en ignostiker er spørgsmålet, om Gud eksisterer, meningsløst og har samme logik som at spørge: "Hvad farve har fredag", begge spørgsmål er meningsløse og har derfor ikke et meningsfyldt svar.